# 6e division (armée impériale japonaise)
Pour les articles homonymes, voir 6e division.
La 6e division (第6師団, Dai-roku shidan) est une unité d'infanterie de l'armée impériale japonaise. Son nom de code est Division Lumière (明兵団, Akari-heidan).

## Histoire
La 6e division est formée à Kumamoto le 12 mai 1888 en tant que nouvelles divisions créées après la réorganisation de l'armée en six commandements régionaux par le conseiller étranger allemand Jacob Meckel. Ses troupes sont d'abord stationnées dans le sud de Kyūshū.

### Première guerre-sino-japonaise et trêve de Tanggu
Elle combat durant la première guerre sino-japonaise à la bataille de Weihaiwei. Pendant la guerre russo-japonaise, elle participe à la bataille du Cha-Ho sous le commandement de la 2e armée et à la bataille de Mukden sous le commandement de la 4e armée. Le 29 avril 1910, le bâtiment du quartier-général de la division est démoli et un nouveau est assigné temporairement au siège de la kaikosha (en) (organisation de vétérans) à Kumamoto le 22 juin 1916 jusqu'à ce qu'un nouveau bâtiment soit construit dans le château de Kumamoto le 5 avril 1917.
En 1923, la 6e division est assignée comme force de garnison en Mandchourie. Elle retourne à Kyūshū en 1925 et envoie un détachement participer à l'incident de Jinan en 1928. De retour en Chine après l'incident de Mukden de 1931, la division participe à la bataille de la défense de la Grande Muraille en 1933 et à la sécurisation du flanc ouest du nouvel État du Mandchoukouo.

### Seconde guerre sino-japonaise
Au début de la seconde guerre sino-japonaise le 27 juillet 1937, la 6e division est assignée dans l'armée japonaise de garnison de Chine et rejoint immédiatement la bataille de Pékin-Tianjin. Le 20 octobre 1937, la division est re-subordonnée à la 10e armée et attaque les troupes chinoises concentrées dans la baie de Hangzhou. En décembre 1937, elle se sépare à l'est pour participer avec la 18e division et la 114e division à la bataille de Nankin puis au massacre de Nankin qui s'ensuit. Le 14 février 1938, la 6e division est subordonnée à l'armée expéditionnaire japonaise de Chine centrale et en mai 1938, elle rejoint la bataille de Xuzhou. Le 15 mai 1938, la 106e division est séparée de la 6e division. Celle-ci participe à la bataille de Wuhan qui commence en juin 1938, avant de retourner au Japon. En 1940, le 47e régiment d'infanterie est transféré dans la 48e division, transformant la 6e division en division triangulaire.

### Guerre du Pacifique
En novembre 1942, la 6e division est réassignée dans la 17e armée sur l'île de Bougainville dans les îles Salomon. Bien qu'initialement envoyée pour participer à la bataille de Guadalcanal, elle reçoit l'ordre du quartier-général impérial en 1943 d'atteindre la partie sud de l'île de Bougainville et de défendre le cap Torokina pour l'opération Cherryblossom, durant la campagne de Bougainville en novembre 1943. Elle est annihilée durant la bataille en 1945. En mars 1944, pour tenter de capturer le terrain d'aviation allié du cap Torokina, la division subit de lourdes pertes (le régiment d'infanterie n'a plus que 1 787 hommes vivants sur 4 923 à l'origine) et cesse d'exister comme unité organisée. Des parties de la division, alors acculées à Buin, souffrent de la perte de leur matériel et de leur vivres. Les pertes augmentent après que les Australiens ne débutent une autre offensive en novembre 1944. L'acte de reddition est signé en septembre 1945 sur l'île de Fauro.

## Ordre de bataille (1941)
- 13e régiment d'infanterie (Kumamoto)
- 23e régiment d'infanterie (Miyakonojō)
- 45e régiment d'infanterie (Kagoshima)
- 6e régiment d'artillerie
- 6e régiment de cavalerie
- 6e régiment de logistique
- 6e compagnie de signaux
- 6e compagnie du matériel
- 6e compagnie sanitaire
- 6/1e hôpital de campagne
- 6/2e hôpital de campagne
- 6/4e hôpital de campagne
- 6e bureau vétérinaire
- 6e bataillon de génie (ponts)